# Crocidura yaldeni
Crocidura yaldeni és una espècie d'eulipotifle de la família de les musaranyes. És endèmica d'Etiòpia. Té una llargada de cap a gropa de 84–99,5 mm, una cua de 60-73 mm, els peus de 18,5–22,2 mm i les orelles de 10-11 mm. L'espècie fou anomenada en honor del Dr. Derek W. Yalden, «que feu una gran contribució al […] coneixement sobre els mamífers petits d'Etiòpia».